# Lin Li
Lin Li (n. 9 octombrie 1970, Nantong⁠(d), Republica Populară Chineză) este o înotătoare chineză, medaliată olimpică. A participat la 2 ediții ale Jocurilor Olimpice (1992, 1996) în care a câștigat o medalie de aur, două medalii de argint și o medalie de bronz.